# Marianne de Jong-Meijer
Marianne de Jong-Meijer (maart 1926) is een Nederlands politicus van de PvdA.
Ze was al ongeveer 15 jaar gemeenteraadslid in Zaanstad waarvan de laatste tijd als fractievoorzitter voor ze in april 1976 benoemd werd tot burgemeester van Graft-De Rijp. Daarmee kwam het aantal vrouwelijke burgemeesters in Nederland op acht te liggen. Na haar installatie liepen de zeven van de elf gemeenteraadsleden uit protest weg omdat de meerderheid een CDA-burgemeester wilde. De Jong-Meijer bleef tot haar pensionering in april 1991 burgemeester van Graft-De Rijp.